# Máximo Tajes
Máximo Tajes (Canelones, 23 de novembre de 1852 - Montevideo, 21 de novembre de 1912), va ser un militar i polític uruguaià, President de la República entre novembre de 1886 i març de 1890.

## Biografia
Va ingressar a l'Exèrcit el 1868, i pocs anys després ja era capità (1875) en ocasió de ser nomenat segon cap del Batalló 5è de Caçadors, organitzat per Máximo Santos, amb qui li unia una amistat familiar i personal. Coronel el 1880, quan encara no comptava amb trenta anys, va ser destinat per aquells dies a la frontera nord amb la missió de vigilar les activitats de Lorenzo Latorre, a qui l'administració de Francisco Antonio Vidal assenyalava com a gestor d'un possible retorn al poder.
Va ser Cap Polític i de Policia del departament de Durazno quan Santos va ocupar la presidència, i l'agost de 1882 va ser nomenat Ministre de Guerra i Marina. En tal comesa, se li va poder acudir a la repressió de l'aixecament que, organitzat per l'oposició, va desembocar en la Revolució del Quebracho (31 de març de 1886), i que va resultar en una completa derrota per als revolucionaris.
El 18 novembre de 1886, en presentar renuncia Santos a la Presidència, després de la formació del Ministeri de la Conciliació, el parlament va nomenar Tajes, que per a llavors continuava ocupant el Ministeri de Guerra i Marina, com a President de la República per completar el segon període constitucional de Francisco Antonio Vidal, iniciat l'1 de març d'aquell any.
El seu govern va estar marcat pel progressiu desmantellament dels signes més ostensibles del militarisme que amb la seva administració es retirava (procés en el qual té una importància clau la figura del seu Ministre de Govern, Julio Herrera y Obes). El 27 de desembre de 1886 va ser dissolt el Batalló 5è de Caçadors, símbol del règim de Santos i veritable policia política d'aquest. Molt poc temps després, el mateix Santos, que s'havia absentat del país, va intentar tornar, sent impedit per una llei de desterrament votat el parlament el 28 de gener de 1887.
En la mateixa direcció, una segona llei de desterrament del 6 d'agost de 1887, aquesta vegada dictada contra l'expresident Lorenzo Latorre, que havia demanat també retornar al país, acabava deixant les dues principals figures del règim anterior fora de fronteres.
Durant el seu govern, l'Uruguai va viure un breu període de bonança econòmica i d'especulació financera, moment conegut com l'"Época de Reus", en al·lusió a Emilio Reus, un capitalista català que s'havia associat amb l'estat uruguaià i amb qui va fundar en societat el "Banco Nacional" (1887). Aquesta prosperitat es devia sobretot a la inversió a l'Uruguai de capitals argentins excedents, producte de moviments tals com els cereals a la Mesopotàmia o la construcció del port de Buenos Aires.

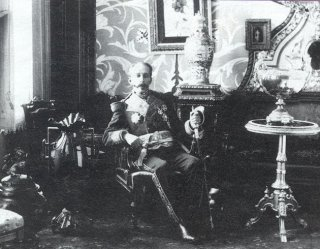
Máximo Tajes.

Tanmateix, una sèrie de contrarietats que va haver d'enfrontar l'encara feble capitalisme uruguaià, combinat amb la inestabilitat política argentina que va encoratjar el retir de capitals provinents d'aquell país el 1890, van donar per terra amb l'economia uruguaiana, que va caure en una profunda crisi. Per aquells dies (març de 1890) acabava el període de Máximo Tajes, a qui va succeir Julio Herrera y Obes.
En els anys que es ressenyen, Máximo Tajes va ser un dels fundadors de l'Ateneu Militar, institució paramaçònica que tendia a la professionalització de l'exèrcit uruguaià i a la seva abstenció política, i que va tenir una influència important entre l'oficialitat d'aquell temps.

## Últims anys
El 1894 el seu nom va ser manejat com a candidat a la Presidència de la República, encara que després no es concretaria la seva elecció. Poc temps més tard, i trobant-se encara actiu durant la presidència de Juan Idiarte Borda, Tajes va ser un dels oficials militars que van combatre el segon moviment insureccional del General Aparicio Saravia, entre març i agost de 1897. En tal ocasió, Tajes va buscar obtenir el crèdit que en el seu moment tingués Latorre anys enrere en vèncer a la "Revolució Tricolor" de 1875: el de "pacificador nacional", que probablement el projectés a ser el candidat segur per a les eleccions de 1898.
No va ser així, i Tajes no va aconseguir la seva victòria definitiva sobre Saravia (el qual, en els fets, no va ser vençut), i molt menys la Presidència de la República, de la qual el Cop d'estat del 10 de febrer de 1898, orquestrat per Juan Lindolfo Cuestas l'allunyaria per sempre.
Va passar a retir el 1900 i va morir pocs anys després, el 1912, sense haver tingut cap intervenció a la vida política o militar posterior.